# Palazzo Pellicano di Reggio Calabria
Il Palazzo Pellicano occupa parte dell'isolato ad angolo posto tra il Corso Vittorio Emanuele III e la via Tommaso Gulli della città di Reggio Calabria.

## Storia
L'edificio prende il nome dal proprietario Luciano Pellicano e fu progettato nel 1922 dall'architetto Pietro Borradori. Il palazzo rappresenta un importante costruzione del waterfront cittadino. Attualmente l'edificio è sede di residenze ed uffici.

## Architettura
Il corpo di fabbrica, costituito da due piani fuori terra e da un seminterrato, presenta un impianto planimetrico rettangolare. L'edificio presenta un ampio cortile interno fornito di scala, con angolo smussato, e due entrate a servizio dei due corpi di fabbrica di cui si compone il palazzo. I prospetti esterni sono di stile classicheggiante arricchiti da elementi artistici e decorativi di connotazione tipicamente liberty. Le facciate sono costituite da un basamento lungo il quale si aprono le piccole finestre del seminterrato, dal primo piano che è caratterizzato da finestre architravate tra lesene rettangolari e dall'entrata principale, prospiciente il corso Vittorio Emanuele III e decentrata rispetto all'asse di simmetria dell'edificio, chiusa da un cancello in ferro battuto decorato a motivi liberty e sormontato da un timpano di forma triangolare; al secondo livello le aperture sono sempre architravate e alcune risultano scandite da lesene mentre altre sono complete di balconi sostenuti da mensole e protetti da ringhiere in ferro artisticamente decorato. Originale risulta la scelta della soluzione ad angolo arrotondato che al piano terra presenta finestre divise in tre parti da colonnine mentre al piano superiore, pur essendo mantenuta la stessa tipologia architettonica di finestra, è presente un balcone circolare sostenuto da mensole. La parte terminale dell'edificio è caratterizzata da cornicione e balaustra lineare con la presenza di elementi architettonici appoggiati in corrispondenza delle lesene poste al di sotto.